# Tisona saladillensis
Tisona saladillensis är en fjärilsart som beskrevs av Eugenio Giacomelli 1911. Tisona saladillensis ingår i släktet Tisona och familjen praktfjärilar. Inga underarter finns listade i Catalogue of Life.